# 阵坂站
阵坂站（福州話：/tiŋ˥˧ muaŋ˧˧/）位于中华人民共和国福建省福州市仓山区建新北路与金榕北路交叉口北侧地下，是福州地铁5号线的地铁车站，于2022年4月29日启用。

## 车站结构
阵坂站位于建新北路与金榕北路交叉口北侧下方，沿建新北路南北向布设。本站为地下二层车站，车站长483.5米，宽20.7米。地下一层为站厅层；地下二层为站台层，岛式站台。
| 地面层   | 出入口                               |  | 出入口                       |
| 地下一层 | 站厅                                 |  | 票务服务、自动售票机         |
| 地下二层 | 1                                    |  | 5号线 往荆溪厚屿（洪塘）     |
| 地下二层 | 岛式站台，列车运行方向左侧的车门开启 |  |                              |
| 地下二层 | 2                                    |  | 5号线 往福州火车南站（马榕） |

### 出入口与周边
阵坂站目前开放A、C、D三个出入口，其中无障碍电梯位于A出入口，卫生间位于D出入口。
| 阵坂站出入口信息            | 阵坂站出入口信息 | 阵坂站出入口信息 | 阵坂站出入口信息 |
| --------------------------- | ---------------- | ---------------- | ---------------- |
|                             |                  |                  |                  |
| 编号                        | 设施             | 位置             | 接驳交通         |
| 出口 · A                    |                  | 车站东北口       | 金阵路           |
| 出口 · C                    |                  | 车站西南口       |                  |
| 出口 · D                    |                  | 车站东南口       |                  |
| 注： 设有电梯 \| 设有卫生间 |                  |                  |                  |

## 历史
- 2016年7月20日，于福州市轨道交通5号线一期工程环境影响评价第一次公示中提及设置金林路站。[3][4]
- 2018年9月20日，阵坂站一期围挡施工开始。[5]
- 2019年10月25日，阵坂站一期主体结构封顶。[6]
- 2020年7月25日，阵坂站二期主体结构封顶。[6]
- 2022年4月24日，阵坂站开放为期三天的免费试乘。[7]
- 2022年4月29日，阵坂站启用。[1]